# Quart (Catalogne)
Quart est une commune de la province de Gérone, en Catalogne, en Espagne dans la comarque de Gironès.